# Daniel Bertoni
Ricardo Daniel Bertoni (Bahía Blanca, 1955. március 14. –) világbajnok argentin válogatott labdarúgó. 
Az argentin válogatott tagjaként részt vett az 1978-as és az 1982-es világbajnokságon, illetve az 1980-as Mundialiton.
Az 1978-as vb döntőjében ő szerezte csapata harmadik gólját, mellyel 3–1-gyel legyőzték Hollandiát.

## Sikerei, díjai
Independiente
- Argentin bajnok (1): 1977 Nacional
- Copa Libertadores (3): 1973, 1974, 1975
- Interkontinentális kupagyőztes (1): 1973
- Copa Interamericana (3): 1972, 1974, 1975

Argentína
- Világbajnok (1): 1978